# Kaple Panny Marie Klatovské (Kašperské Hory)

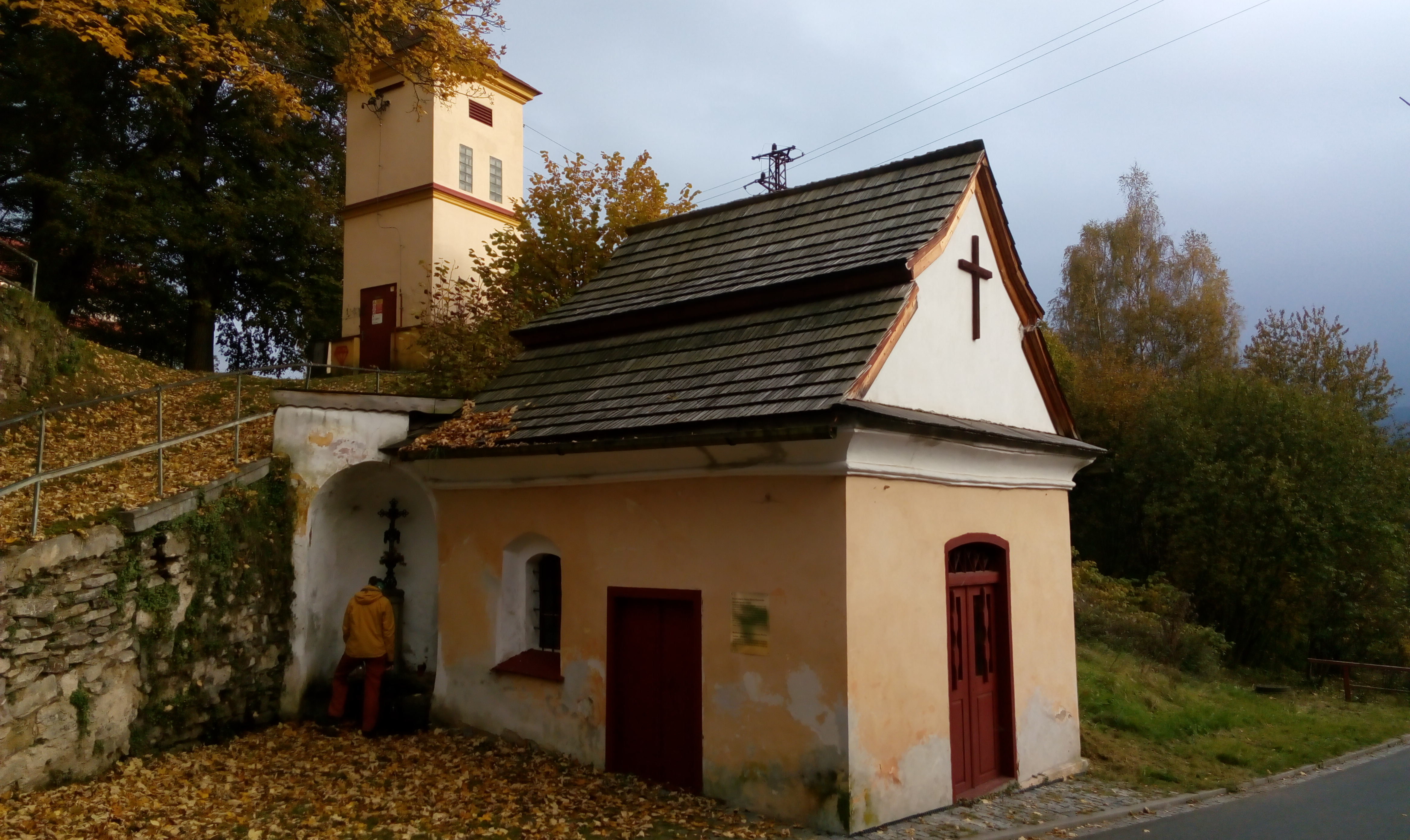
Kaple Panny Marie Klatovské

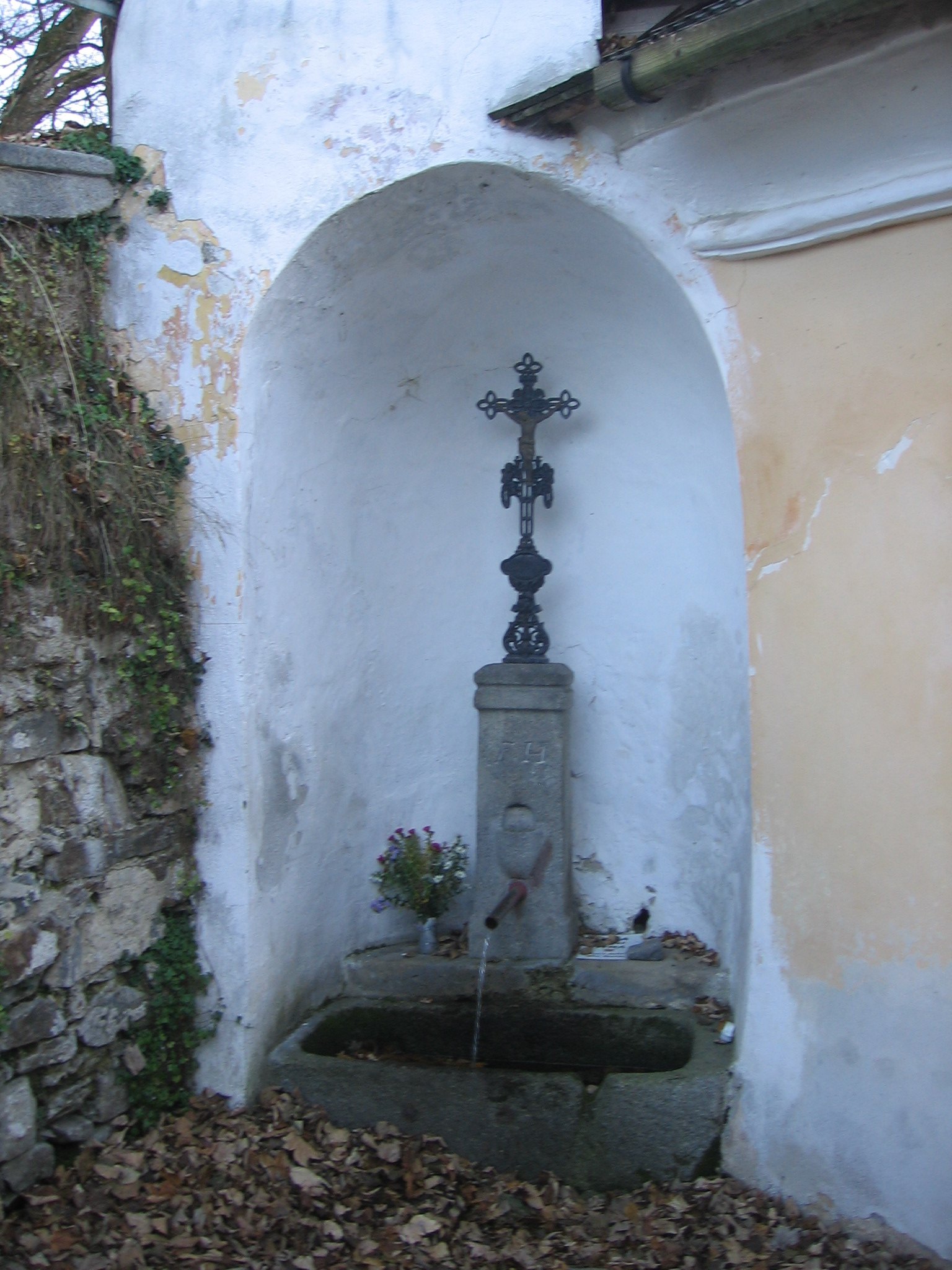
Pramen vody u kaple Panny Marie Klatovské

Kaple Panny Marie Klatovské, zvaná Grantl je poutním místem v Kašperských Horách. Stojí u místní komunikace na jihozápadním okraji města směrem k Losenickému potoku v Nerudově ulici blízko kostela Panny Marie Sněžné. Vedle kaple je kamenná nádrž s křížem, v níž vyvěrá volně přístupný údajně léčivý pramen vody.

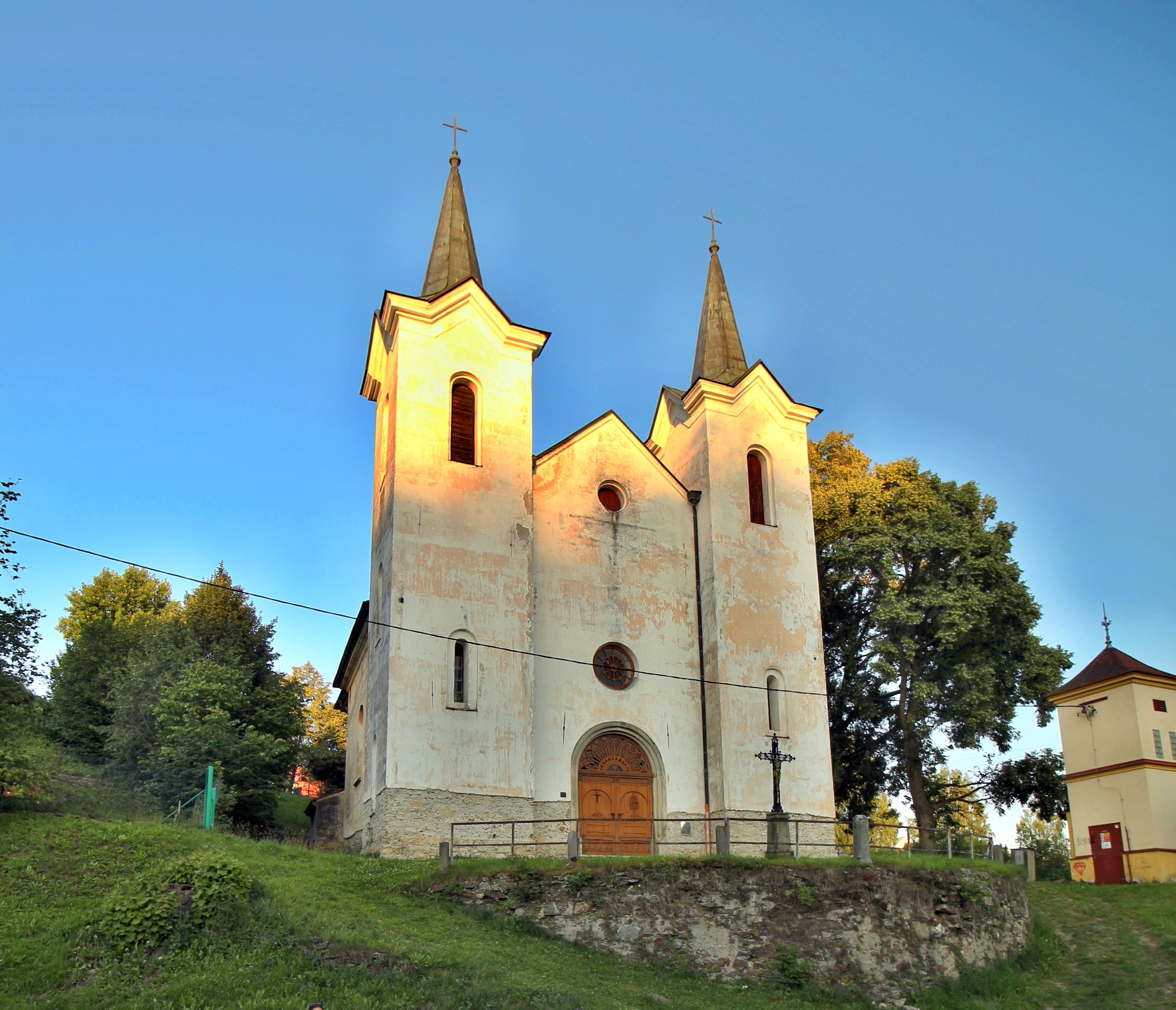
Kostel Panny Marie Sněžné

## Historie stavby
Původní stavba ze 17. století byla již tehdy vnímána jako poměrně významné poutní místo české i bavorské strany Šumavy.
Péčí kašperskohorských cechů byla kaple roku 1733 znovu vystavěna a opraven byl i obraz Panny Marie Klatovské. Do dnešní podoby byla přestavena z dobrovolných příspěvků věřících v letech 1815-1816 v době působení děkana Mikuláše Töppera. V roce 1817 získala kaple církevní oprávnění pro sloužení mší. Dnešní stav kaple je z roku 1916, opravena byla kaple začátkem 90. let 20. století.
Původně ve svatyni bývala dobová kopie obrazu Panny Marie Klatovské na dřevěné desce věnovaná místními měšťany a obchodníky manžely Jiřím a Annou Prunnovými.
Dnes je v kapli jen další kopie obrazu.
Ke kapli přicházelo každoročně množství poutníků, kaple nestačila a proto v těsné blízkosti byl vystaven v 2. polovině 19. století poutní kostel Panny Marie Sněžné.

## Architektura stavby
Kaple je menší zděná stavba obdélníkového tvaru zastřešená mansardovou střechou. Dvoukřídlé dřevěné vchodové dveře jsou novodobě upraveny, v prosklených výplních je drátěné pletivo. Nad vchodovou římsou je trojúhelníkový štít. Na každé z bočních stěn je jedno okno.
Kaple je vestavěna do stráně zpevněné na severní straně kamennou zídkou. V ní je vyhloubena půlkruhová koncha s kamenným podstavcem a litinovým křížem s ukřižovaným Kristem. Pod podstavcem vytéká pramen vody do kamenné nádržky.

## Pověsti a zajímavosti o poutním kostele Panny Marie Sněžné
O vzniku poutního místa se vypráví řada pověstí.
Nejznámější je příběh o chudém klatovském tovaryši, který si s sebou na vandr do světa vzal jediné dědictví po své matce - obraz Panny Marie. Cestou odpočíval pod Kašperskými Horami a když chtěl v cestě pokračovat, nemohl tlumok s obrazem zvednout a pohnout s ním. Jev byl vysvětlen tak, že ,Matce Boží se na tomto místě zalíbilo, a pro obraz byl zřízen svatostánek, který se stal místem mnoha poutníků přicházejících na svátek Panny Marie Sněžné 5. srpna.
Podle jiné pověsti byla nejprve v místě postavena boží muka a obraz na ně byl umístěn. Kolem projížděl čeledín s těžkým nákladem a unavení koně se právě u božích muk zastavili, surový čeledín koně začal práskat bičem a udeřil také do obrazu Panny Marie a z jejího čela začala vytékat krev. Na místě byla poté postaven svatostánek zasvěcený Panně Marii.
I v Kašperských Horách se prosazoval příklad mariánského poutního místa podle římské baziliky Santa Maria Maggiore, podle které byly zakládány kostely na mnoha dalších místech. Vzhledem k množství poutníků se rozhodovalo o zvětšení kaple, ale ve 40. letech 19. století bylo rozhodnuto o výstavně nového kostela zasvěceného Panně Marii Sněžné v těsné blízkosti původní kaple. Kašperské Hory se po jejím postavení staly významným poutním místem Šumavy z české i bavorské strany, dokonce i poutníků z Vídně. Odhady poutníků se blížily až k 10.0000 věřících.
V roce 1910 poutníci z Vídně přinesli dodnes dochovanou pozlacenou sochu sedící Madony s Ježíškem z jihotyrolského městečka Gröbenu (socha je dnes umístěna ve farním kostele sv. Markéty na náměstí v Kašperských Horách).
Pouť bývala velký náboženským a společenským svátkem Šumavy i Pošumaví, sváteční atmosféru zachytil Karel Klostemann ve svém románu V ráji šumavském.
Mariánská tradice byla v Kašperských Horách obnovena po roce 1990.